# Pseudalelimma miwai
Pseudalelimma miwai är en fjärilsart som beskrevs av Inoue 1965. Pseudalelimma miwai ingår i släktet Pseudalelimma och familjen nattflyn. Inga underarter finns listade i Catalogue of Life.